# Arytaina putonii
Arytaina putonii är en insektsart som först beskrevs av Löw 1888.  Arytaina putonii ingår i släktet Arytaina och familjen rundbladloppor. Inga underarter finns listade i Catalogue of Life.